# 旧拉巴蒂
旧拉巴蒂（法語：La Bâtie-Vieille，法語發音：[la bati vjɛj]）是法国上阿尔卑斯省的一个市镇，与新拉巴蒂相邻，属于加普区。

## 地理
旧拉巴蒂（44°33'14"N, 6°9'45"E）面积9.05 平方千米，位于法国普罗旺斯-阿尔卑斯-蓝色海岸大区上阿尔卑斯省，该省份为法国东南部内陆省份，北起萨瓦省，西北接伊泽尔省，西南接德龙省，南至上普罗旺斯阿尔卑斯省，东北部与意大利接壤。
与旧拉巴蒂接壤的市镇（或旧市镇、城区）包括：阿旺松、新拉巴蒂、朗博、拉罗谢特、圣艾蒂安勒洛。

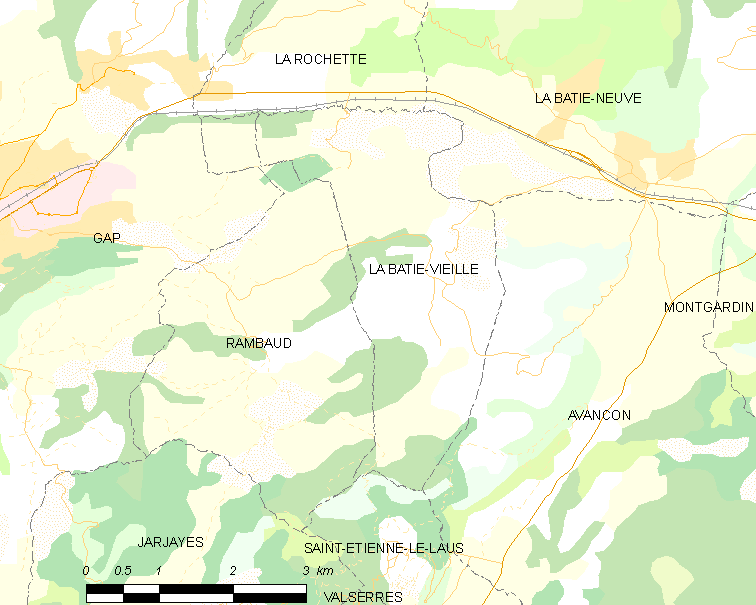
旧拉巴蒂的OSM定位图

旧拉巴蒂的时区为UTC+01:00、UTC+02:00（夏令时）。

## 行政
旧拉巴蒂的邮政编码为05000，INSEE市镇编码为05018。

## 政治
旧拉巴蒂所属的省级选区为塔拉尔县。

## 人口

1962-2008年间旧拉巴蒂人口变化图示

旧拉巴蒂于2022年1月1日时的人口数量为325人。